# Brania arenacea
Brania arenacea är en ringmaskart som beskrevs av Rioja 1943. Brania arenacea ingår i släktet Brania och familjen Syllidae. Inga underarter finns listade i Catalogue of Life.